# Barmainville
Barmainville és un municipi francès, situat al departament de l'Eure i Loir i a la regió de Centre – Vall del Loira. L'any 2007 tenia 131 habitants.

## Demografia

### Població
El 2007 la població de fet de Barmainville era de 131 persones. Hi havia 46 famílies, de les quals 13 eren unipersonals (13 dones vivint soles i 13 dones vivint soles), 8 parelles sense fills i 25 parelles amb fills.
La població ha evolucionat segons el següent gràfic:
Habitants censats

### Habitatges
El 2007 hi havia 50 habitatges, 45 eren l'habitatge principal de la família, 4 eren segones residències i 1 estava desocupat. Tots els 50 habitatges eren cases. Dels 45 habitatges principals, 42 estaven ocupats pels seus propietaris i 3 estaven llogats i ocupats pels llogaters; 1 tenia dues cambres, 5 en tenien tres, 12 en tenien quatre i 27 en tenien cinc o més. 38 habitatges disposaven pel capbaix d'una plaça de pàrquing. A 15 habitatges hi havia un automòbil i a 26 n'hi havia dos o més.

### Piràmide de població
La piràmide de població per edats i sexe el 2009 era:
| Homes | Edats   | Dones |
| ----- | ------- | ----- |
| 0     | 95 o +  | 0     |
| 0     | 90 a 94 | 0     |
| 0     | 85 a 89 | 0     |
| 0     | 80 a 84 | 2     |
| 1     | 75 a 79 | 3     |
| 2     | 70 a 74 | 2     |
| 2     | 65 a 69 | 2     |
| 3     | 60 a 64 | 1     |
| 1     | 55 a 59 | 3     |
| 0     | 50 a 54 | 2     |
| 4     | 45 a 49 | 2     |
| 4     | 40 a 44 | 3     |
| 9     | 35 a 39 | 3     |
| 7     | 30 a 34 | 7     |
| 6     | 25 a 29 | 5     |
| 0     | 20 a 24 | 0     |
| 4     | 15 a 19 | 1     |
| 3     | 10 a 14 | 4     |
| 8     | 5 a 9   | 4     |
| 3     | 0 a 4   | 5     |

## Economia
El 2007 la població en edat de treballar era de 73 persones, 60 eren actives i 13 eren inactives. De les 60 persones actives 55 estaven ocupades (28 homes i 27 dones) i 4 estaven aturades (3 homes i 1 dona). De les 13 persones inactives 1 estava jubilada, 6 estaven estudiant i 6 estaven classificades com a «altres inactius».
Activitats econòmiques
Dels 6 establiments que hi havia el 2007, 2 eren d'empreses d'hostatgeria i restauració, 1 d'una empresa immobiliària, 1 d'una empresa de serveis, 1 d'una entitat de l'administració pública i 1 d'una empresa classificada com a «altres activitats de serveis».
L'únic servei als particulars que hi havia el 2009 era un restaurant.
L'any 2000 a Barmainville hi havia 6 explotacions agrícoles.

## Poblacions més properes
El següent diagrama mostra les poblacions més properes.